# Buch von der Erde

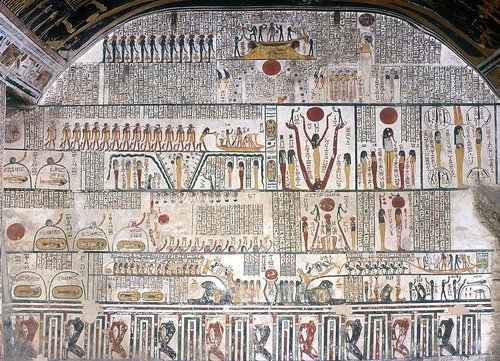
Szenen aus Teil A des Buches
(Grabkammer KV9)

Das Buch von der Erde (neuerdings: die Bücher von der Erde) ist eine altägyptische Sammlung von religiösen Szenen, die zuerst im Osireion und auf Grabkammerwänden und anthropomorphen Särgen einiger ramessidischer Könige der 19. und 20. Dynastie dargestellt ist. Es ist in fünf Hauptabschnitte (E, D, C, B, A) aufgeteilt. Sie beschreiben Aspekte der Reise der nächtlichen Sonne durch die Unterwelt.
Im Gegensatz zu den älteren Unterweltsbüchern Amduat, Pfortenbuch und Höhlenbuch ist keine Stunden- bzw. Höhlen-Einteilung erkennbar. Die Szenen sind wohl nicht Teil einer geschlossenen Komposition.
Eine besonders umfangreiche Sammlung von Szenen findet sich in der Grabkammer von Ramses V./VI., des Weiteren in den Grabkammern von Ramses VII. und Ramses IX. Die ersten Darstellungen die zu der Sammlung gerechnet werden finden sich im Osireion und in den Sarkophaghallen der Gräber zwischen Merenptah und Ramses III. Weitere Belege stammen aus der Dritten Zwischenzeit und der Spätzeit.